# ブーベ三重点
座標: 南緯54度17分30秒 西経1度5分0秒 / 南緯54.29167度 西経1.08333度

ブーベ三重点付近の海底地形図

ブーベ三重点は、南大西洋にある、3つのプレート境界が交わる場所。
3つのプレートは、南アメリカプレート、アフリカプレート、南極プレート。ブーベ三重点はR-R-R型であり、ここで交わる3つのプレート境界は海嶺（大西洋中央海嶺、南西インド洋海嶺、南アメリカ南極海嶺）である。
名称は275km東にあるブーベ島からとられている。